# ニュー・ノーマル
ニュー・ノーマル（英語: new normal）は、ビジネスや経済学の分野において、2007年から2008年にかけての世界金融危機やそれに続く2008年から2012年にかけての大景気後退の後における金融上の状態を意味する表現。

## 概要
この言葉は、産業経済は2007年から2008年にかけての世界金融危機後に、近年の平均的な水準に復元するだろうという、経済学者や政策決定者たちの間に共有された信念に警鐘を鳴らす議論の文脈から登場してきた。リーマン・ショックを含む一連の危機の前後で生じた避け難い構造的な変化を経て、「新たな常態・常識」が生じているという認識に立った表現である
もともとこの表現は、ITバブル後の2003年ころのアメリカ合衆国の状況を指して、ベンチャーキャピタルを運営していたロジャー・マクナミーが使い出したものである。
その後、世界金融危機を経て、2009年11月の時点で、「ニュー・ノーマル」は新概念としてアメリカ合衆国の経済関係者の間で流行語になっていると報じられていた。その提唱者とされたのは、パシフィック・インベストメント・マネジメント (PIMCO) 代表のモハメド・エラリアンであった。
2010年のペール・ヤコブソン記念講演 (2010 Per Jacobsson lecture) において、エラリアンは、「Navigating the New Normal in Industrial Countries（産業諸国におけるニュー・ノーマルをナビゲートする）」と題する講演を行った。この講演の中で、エラリアンは、「この言葉を使うのは、この危機が肉を傷つけただけの傷だという思い込みを超えた議論をするためでした、... この危機は骨まで断ったのです。これは途方もない規模で数年に及ぶ期間に、ノーマル（常態）として起こったことの避けられない帰結なのです」と述べた。
その後、この言葉は、（アメリカ合衆国の）ABCニュース、（イギリスの）BBCニュース、『ニューヨーク・タイムズ』紙などで取り上げられ、2012年アメリカ合衆国大統領選挙における2回目の討論会において司会を務めたキャンディ・クローリーの質問にも取り上げられた。
昨今では、2020年初頭より新型コロナウイルス（COVID-19）による世界的パンデミックが発生し、世界経済が大きく落ち込み世界中の人々の生活様式にマスク着用が一般化された。この世界的な新しい生活様式のことを指して再びニューノーマルという言葉が注目を集めることになったが、長らくこの言葉を冠したブログ「ニューノーマルの理（ことわり）/2009年～」を更新し続けている金融アナリストの脇田栄一によれば、「ニューノーマルとは、何らかのショックで世界経済が景気後退に向かい危機に瀕した場合には米連邦準備制度理事会（以下、米FRB）がゼロ金利政策を採用する事から、この政策が維持されている間は、ニューノーマルという言葉・概念が強く意識される」としている。
確かに、2008年9月15日に米リーマンブラザーズが経営破綻したことに端を発して世界金融危機が起こったが（リーマンショック）、米FRBがゼロ金利政策を採用したのは同年12月であり、上述のエラリアン氏が提唱し始めたのも翌年2009年からで、そこから「ニューノーマル」という言葉が金融の世界で広く認識されるようになった。
そして、WHOのテドロス（テドロス・アダノム）事務局長が新型コロナウイルス感染症（COVID-19）がパンデミック（世界的な大流行）に至っているとの認識を示したのは、2020年3月11日であり、米FRBがゼロ金利政策を発表したのは4日後の3月15日である。リーマンショック時には3ヵ月後だったのに対して、コロナショックの時の対応の早さは、リーマンショックを過去の教訓として捉えていたからである。「人々の中に（ニューノーマル）が生まれるのはFRBゼロ金利政策を介したこのサイクル」というのが脇田が提唱するニューノーマル議論の論旨である。

## 日本語における用例と表記
日本語では、「新たな常態・常識」、「新常態」のほか、「新しい正常」などと訳されたり、説明されたりすることがある。
また、中黒を用いない「ニューノーマル」の表記が用いられることもある。

## 中国の「新常態」
2012年から、中国の経済は市場の減速を見せ始め、成長率も2007年から2009年にかけての金融危機以前には2桁パーセント台だったものが、2014年には7％まで鈍化した。2014年、中国共産党中央委員会総書記の習近平は、中国が「新常態」（中国語: 新常态）に入りつつあると述べた。この言葉は、英語の「New Normal」に相当するものとして、その後の報道を通して広まり、7%成長が予見可能な近い将来の姿だとする見方を意味するようになった。中長期的に、緩やかでも安定的な経済成長を望む中国政府の期待を示唆する言葉である。